# Monika Griefahn
Monika Griefahn (Mülheim, 3 octobre 1954) est une femme politique allemande.